# Eleonora Charlotta d'Albedyhll
Eleonora Charlotta d'Albedyhll, född Wrangel den 27 mars 1770 i Stockholm, död den 4 juni 1835, var en svensk grevinna och författare. Hon beskrivs som en medelpunkt i det romantiska Uppsalas litterära salonger.

## Tidigt liv
Eleonora Charlotta Wrangel var dotter till riksrådet greve Anders Reinhold Wrangel och Eleonora Mariana Barnekow; hon var vidare syster till den Margaretha Lovisa Wrangel (1763–1786) som prins Fredrik Adolf hade varit förlovad med år 1780. Redan som ung ansågs hon av sin samtid vara snillrik, bildad och vitter. Hon gifte sig 17 mars 1795 i Stockholm med friherre Gustaf d'Albedyhll. Hon beskrevs av honom vid deras första möte 1789: 
"Hon var nitton år, i fulla blomman av sin fysiska och moraliska fägring. Hon dansade med gracemas lätthet; hon sjöng icke blott airer utan snart sagt hela operor, i synnerhet Gustav Vasa, med ett förtjusande uttryck av alla däruti förekommande ställen, som röja frihetens, fosterlandskänslans, ädelhetens, högre anda, och alla övriga med den lyckligaste härmning av de förnämsta röster, som dem på Stockholms teater utfört; hon ritade, icke blott med talang utan med snille och känsla; uti själva de vanliga fruntimmerssysslorna satte hon en viss elegans. För övrigt andades hela hennes väsende en livlighet och glättighet, vilka av hennes fina känsla för det rätta och sköna alltid återhöllos inom denna estetiska gräns. Oskulden helgade hennes fria ofördolda yttranden, jämväl då de voro blandade med det attiska salt, varpå hennes kvickhet hade rikt förråd, eller stämplade av den energiska styrka, varmed hennes lågande patriotism och frihetskänsla brukade förklara sig."
Deras äktenskap beskrivs som lyckligt. De var föräldrar till Christer d'Albedyhll.

## Kulturpersonlighet
Eleonora Charlotta d'Albedyhll flyttade 1812 från Nyköping till Uppsala, där hon blev en centralgestalt i litterära kretsar och knöt många kontakter som påverkade henne. Hon ska i Uppsala ha ändrat riktning från en akademisk till en romantisk livsåskådning, och hon var också en av de första anhängarna till fosforisterna inom sina kretsar, där hon blev en ledande gestalt. Hon beundrade särskilt Atterbom, läste hans dikter högt i sin salong och gav honom sitt beskydd, något han återgäldade genom att ge henne god kritik som författare. Hon ska som värdinna för den intellektuella världen i Uppsala, särskilt vad gäller Atterbom, ha varit en rival till Malla Silfverstolpe och dennas salong. Som person gjorde hon ett starkt intryck på Atterbom, som år 1814 tecknade ett personporträtt av henne: 
"Hon är omkring fyrtio år, starkt byggd, med en stolt gång, en majestätisk profil, som liknar drottning Lovisa Ulrikas; stora, mörka och blixtrande ögon och ramsvart hår, som i mångfaldiga lockar faller ned om den höga pannan. Större delen av dagen sysselsätter hon sig med läsning eller målning; när hon vilar sig, brukar hon merendels promenera fram och åter i sitt kabinett med sin cittra hängd över axeln, och under det då hennes fingrar glida över strängarna, ser hon verkligen ut som en sånggudinna... Bland annat kan hon agera nästan alla tänkbara roller och härma alla människor; särdeles härmar hon Gustav III ypperligt. Fruntimren här i staden frukta henne mycket och beklaga sig över hennes satiriska tunga, ehuru hon i själva verket dömer mycket mildare över dem än de över henne, ty jag har ännu aldrig hört henne förtala mer än ett enda fruntimmer."

## Författare
Den 16 oktober 1798 skrev hon ett skaldebrev till Anna Maria Lenngren, som hon hyllade som »drottning uppå Pindens topp», och bifogade rimsagan "Jacobinen". År 1807 hörde Malla Silfverstolpe henne högläsa ur en roman, Ludvig von Mansfeldt, som hon uppenbarligen själv författat. Omkring år 1810 började hon publicera sina skaldestycken. Hon skrev först för Lunds Veckoblad och Per Adam Wallmarks Journal för Litteraturen och Theatern, under signaturen "Ch. Wr." Senare intogs hon i Atterboms Poetiska kalender. Hon korresponderade också med Per Adam Wallmark. År 1814 utkom hon med "Gefion, skaldedikt i fyra sånger", som väckte uppmärksamhet och utmärkte sig för ett klingande språk och några episka partier, men som också ansågs förfelad genom det genealogiska innehållet, i det att författaren försökte leda sin ätts ursprung från asagudarna. Palmblads omdöme ansågs karakteristiskt för kritiken: "Mediertid kan man väl säga, att såsom skriven av ett fruntimmer, ett svenskt, är denna dikt rätt märkvärdig."